# Seal Island, Nova Scotia
Seal Island är en ö i Kanada.   Den ligger i provinsen Nova Scotia, i den sydöstra delen av landet, 800 km öster om huvudstaden Ottawa. Arean är 4,2 kvadratkilometer.
Terrängen på Seal Island är mycket platt. Öns högsta punkt är 16 meter över havet. Den sträcker sig 4,4 kilometer i nord-sydlig riktning, och 1,7 kilometer i öst-västlig riktning.